# Eklektizismus

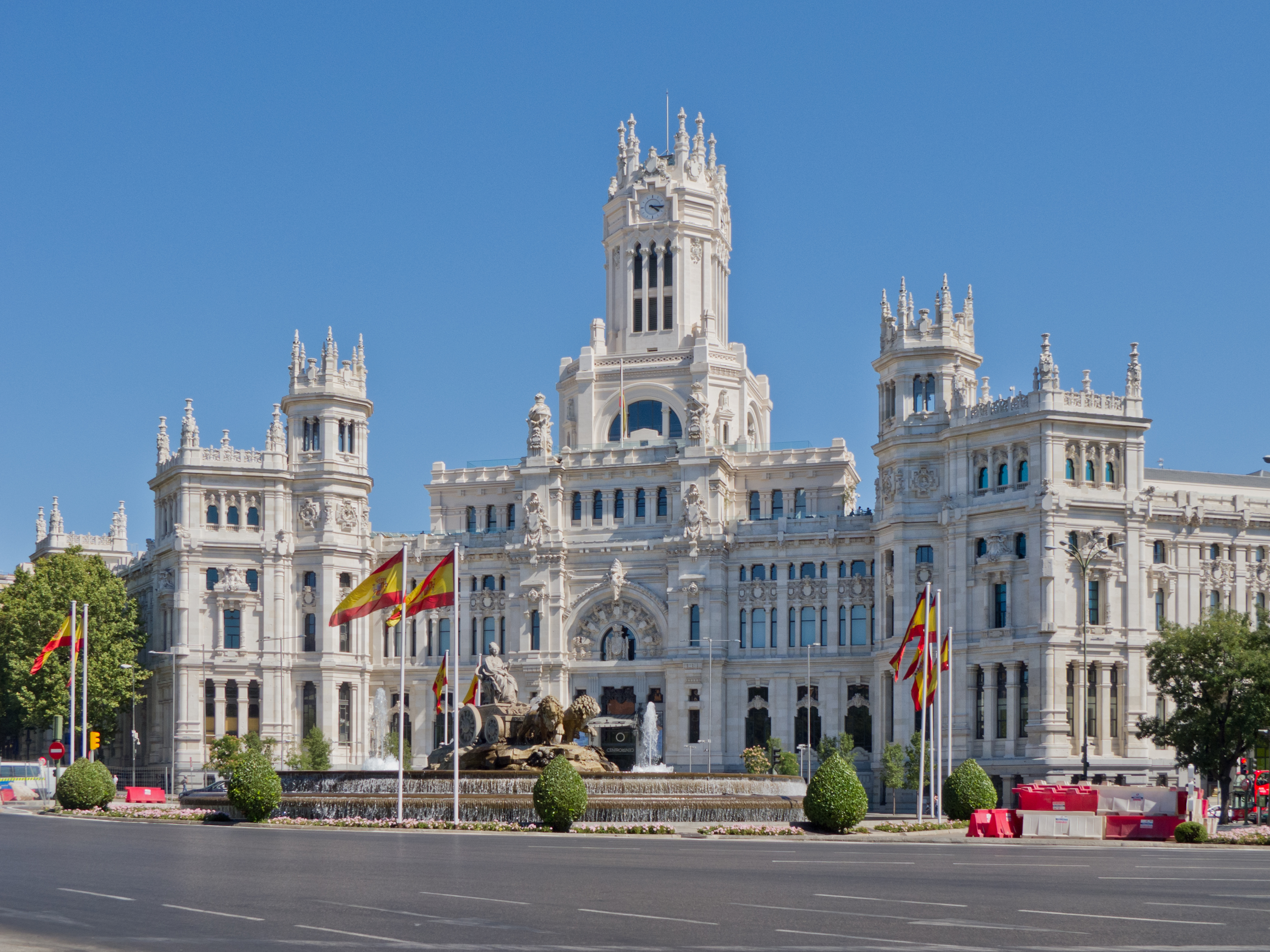
Ein eklektizistisches Bauwerk: der Palacio de Cibeles (Sitz der Stadtverwaltung, ehemalige Hauptpost) in Madrid

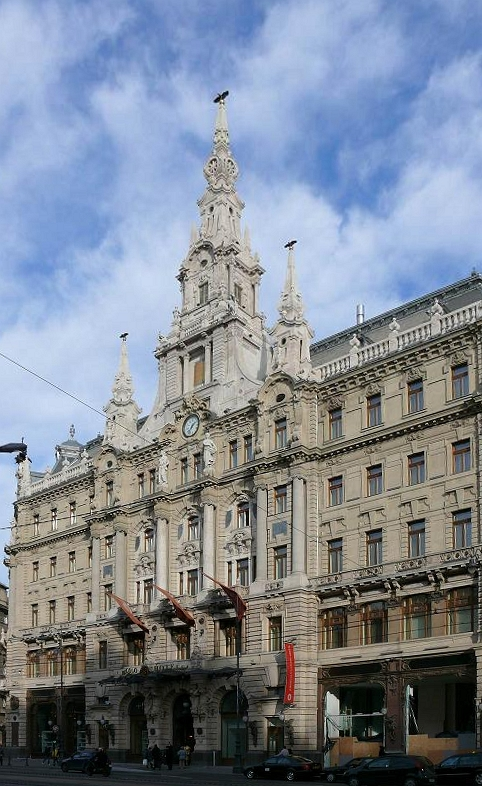
Der New-York-Palast in Budapest

Eklektizismus oder seltener Eklektik (von altgriechisch ἐκλεκτός eklektós „ausgewählt, auserlesen“) ist ein methodischer Begriff in den Geisteswissenschaften, in der Kunst und in der Architektur, der die Verbindung von als Zitate ausgewählten Stilen, Formen, Methoden oder Techniken beinhaltet. Das Konzept des Eklektizismus wird in unterschiedlichen Disziplinen angewandt, etwa im philosophischen Eklektizismus, in eklektizistischen Baustilen in der Architektur (Historismus, Postmoderne) und in einigen Kunststilen vor allem des 19. und 20. Jahrhunderts.
Eine ähnliche Bedeutung hat der Begriff Genresynkretismus. Der Ausdruck Synkretismus wird eher im religiösen und philosophischen Zusammenhang verwendet.

## Eklektizistische Weltsicht und Geisteswissenschaften
Der Begriff ist bereits in der Antike, etwa um Christi Geburt, geprägt worden. Damals existierten verschiedene Philosophenschulen nebeneinander, und es gab Denker und Politiker, die als Eklektiker bezeichnet wurden, weil sie Elemente der unterschiedlichen Positionen miteinander verbanden. Der berühmteste Vertreter dieser Richtung war Cicero. Er übernahm besonders in seinen ethischen Vorstellungen im Wesentlichen die Lehren der Stoiker, ließ aber auch Werte der Akademie und des Peripatos einfließen. Im Christentum gilt die eklektizistische Devise des Paulus von Tarsus Prüft alles und behaltet das Gute! (1 Thess 5,21 ) als Grundprinzip, das die missionarische Inkulturation des neuen Glaubens in der antiken Welt erleichterte.
In den Geisteswissenschaften charakterisiert der Begriff Eklektizismus die Methode, aus Versatzstücken unterschiedlicher Systeme, Theorien oder Weltanschauungen eine neue Einheit zu bilden.

## Eklektizismus in Kunst und Architektur
Der Eklektizismus ist kennzeichnend für die Stilrichtungen der europäischen Kunst seit Beginn des Historismus. Als früher Vorläufer im 18. Jahrhundert kann etwa Johann Gottfried Büring gelten, einer der Hofbaumeister von Friedrich dem Großen, der sowohl am Neuen Palais in Potsdam mitwirkte, in der Außengestalt einem Bau des klassizistischen Barock und im Inneren des Friderizianischen Rokoko, als auch 1754/55 das Nauener Tor in Potsdam entwarf, den ersten neugotischen Bau Deutschlands, und zeitgleich das Chinesische Haus im Zeitgeschmack der Chinoiserie. Jede dieser Stilrichtungen war in sich schon ein Amalgam aus Altüberliefertem und Neuem. In England vermischte sich zur selben Zeit chinoises Rokoko-Wanddekor mit neugotischem, so etwa im Grove House in Old Windsor, das der Exzentriker Richard (Dickie) Bateman 1730–1740 errichten ließ, in einer Mischung von indischem Mogul-Stil und chinesischem Stil; später ließ er es auf Anregung seines Freundes Horace Walpole, des „Erfinders“ der Neugotik, zu einer neugotischen Priory umbauen (das Gebäude, das seinerzeit viel Aufsehen und Kontroverse erregte, ist nicht erhalten). Ein anderes Beispiel ist Claydon House (1757), das – ebenso wie Grove House – einem Anteilhaber der Britischen Ostindien-Kompanie gehörte; beide verfügten über bedeutende Sammlungen chinesischen Porzellans und anderer Asiatika.
Ein früher Vertreter der eklektizistischen Architektur war auch John Nash, der zu Beginn des 19. Jahrhunderts in vielen verschiedenen, teils exotischen Stilrichtungen baute und damit nicht nur zu einem Vertreter des Klassizismus der Regency-Zeit wurde, sondern auch mit griechischen Säulenordnungen das Greek Revival einläutete, mit dem Italianate begann, die Neugotik fortführte, wobei er den Tudorstil wieder aufgriff, und mit dem Royal Pavilion in Brighton ab 1815 sogar ein Gebäude im Stil eines indischen Mogulpalastes errichtete, ein frühes Beispiel von Architektur nach nicht-europäischen Baustilen, in einem Mix von indischen und chinesischen Motiven. Die Fernverbindungen des Britischen Weltreichs begünstigten diesen internationalen Eklektizismus.
Als Kunstverfahren ist Eklektizismus in der Postmoderne für die kritische Reflexion über vorhandenes Material von Bedeutung. Die Bezeichnung eklektisch oder eklektizistisch bezieht sich auf ein einzelnes Kunstwerk, in dem verschiedene vergangene Stile verarbeitet sind. Im Hinblick auf die jeweilige künstlerische Qualität ist zwischen Imitation und eigener Weiterentwicklung zu unterscheiden. Der Begriff kann mit einer negativen Betonung versehen sein, wenn der Künstler anstelle einer eigenen Kreation unschöpferisch Elemente aus anderen Werken auswählt und zu einem neuen Werk zusammenfügt.
In der Architektur ist Eklektizismus das Zitieren von Architekturstil-Elementen mehrerer vergangener Epochen an einem neuen Bauwerk. Diese Methodik findet sich insbesondere im Historismus des 19. Jahrhunderts, aber beispielsweise auch im 11. Jahrhundert in der süditalienischen Romanik, wo ein arabisch-byzantinisch-normannischer Mischstil entstand, oder in der postmodernen Architektur des 20. Jahrhunderts.
Ein Eklektiker ist derjenige, der aus dem Vorhandenen das ihm Geeignete aussucht und versucht, es seinen Zwecken anzupassen.
Bekannter Eklektiker war der Maler Bernhard Delsing.

### Eklektizismus und Historismus

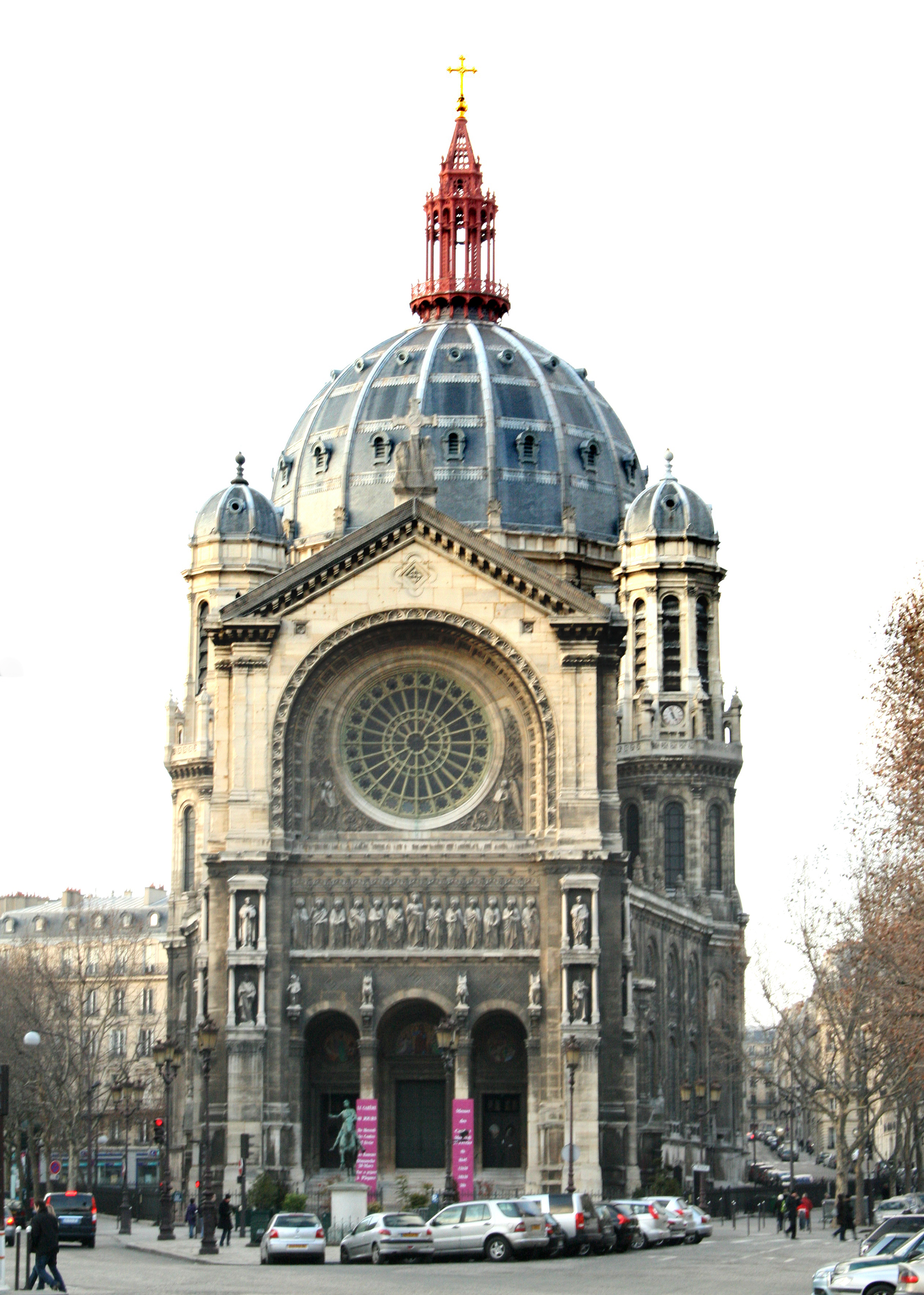
Ein Beispiel für Eklektizismus in der Architektur: St. Augustin in Paris. Die Fassade mit Fensterrose und Skulpturengalerie folgt dem gotischen Stil. Die Rundbögen sind der Romanik nachempfunden. Die Kuppel orientiert sich wiederum an Renaissance-Vorbildern.

Eklektizismus wird, analog zu Historismus, auch als Epochenbegriff benutzt. Als derartiger Epochenbegriff gilt Eklektizismus aber als ungeeignet, da es damals auch andere Architekturhaltungen gab. Als Ersatzbezeichnung und Abgrenzung kann Eklektizismus gegenüber Historismus benutzt werden, um den damals verbreiteten Stilpluralismus besser einzuordnen: So dienten die zahlreichen Neo-Stile in der Architektur (vgl. Neoromanik, Neogotik, Neorenaissance, Neobarock) nicht nur einem Bezug zur vergangenen Geschichte, sondern auch dazu, einen Ortsbezug, eine Charakterisierung der Bauaufgabe oder eine Stimmigkeit der Konstruktion herzustellen.
Eklektizismus kann, innerhalb des Historismus, auch die Stilmischung des verwendeten Formenapparates an einem Gebäude meinen.
Die Bezeichnung Eklektizismus kann, im Zusammenhang mit dem Historismus und mit abwertender Nebenbedeutung, auch eine Kritik am selektiven Entwurfsverfahren vieler Architekten des 19. Jahrhunderts darstellen.

### Eklektizismus als Methodenbegriff
Im Rahmen des architektonischen Entwurfs kann es zu einem Auswahlverfahren aus vorhandenen Stilen und Formen kommen. Dabei können auch Elemente aus verschiedenen Vorbildern miteinander kombiniert werden. Diese Vorbilder stammen mitunter aus ähnlichen Architekturkreisen (römischer Tempeltyp mit griechischen Säulen) oder aber aus völlig unterschiedlichen (Renaissanceportikus neben ägyptischen Säulen und maurischen Fensterrahmen mit gotischer Turmspitze). Beim Auswahlverfahren können zeitliche Bezüge (wie beim Historismus) oder aber räumliche (wie beim Exotismus) eine Rolle spielen.
Eklektizismus als Methodenbegriff kann auch die Verwendung verschiedener Formen und Stile an unterschiedlichen Gebäuden innerhalb des Gesamtwerkes eines Architekten bedeuten, wenn es ihm gilt der jeweiligen, unterschiedlichen, Bauaufgabe gerecht zu werden.
George Gilbert Scott sah die Methode des Eklektizismus positiv:
„Die Eklektik an sich ist ein gutes Prinzip, das heißt von der Kunst aller Arten die Elemente zu borgen, mit denen wir den Stil, den wir laut unserem Plan als unsere Basis und unseren Kern ausgemacht haben, bereichern und perfektionieren können.“
Gottfried Semper dagegen kritisierte den „Kunstjünger“, der „sein Herbarium voll mit wohlaufgeklebten Durchzeichnungen aller Art“ stopft
„in der frohen Erwartung, daß die Bestellung einer Walhalla à la Panthenon, einer Basilika à la Monreale, eines Boudoirs à la Pompeji, eines Palastes à la Pitti, einer byzantinischen Kirche oder gar eines Bazars in türkischem Geschmacke nicht lange ausbleiben könne.“
Fritz Schumacher differenzierte den Eklektizismus als Entwurfsmethode:
„Es gibt einen leichtsinnig-oberflächlichen und einen gewissenhaft-wissenschaftlichen Eklektizismus, es gibt einen Eklektizismus der Bequemlichkeit und einen der Überzeugung, einen Eklektizismus des Verstandes und einen des Gefühls.“

### Beispiele

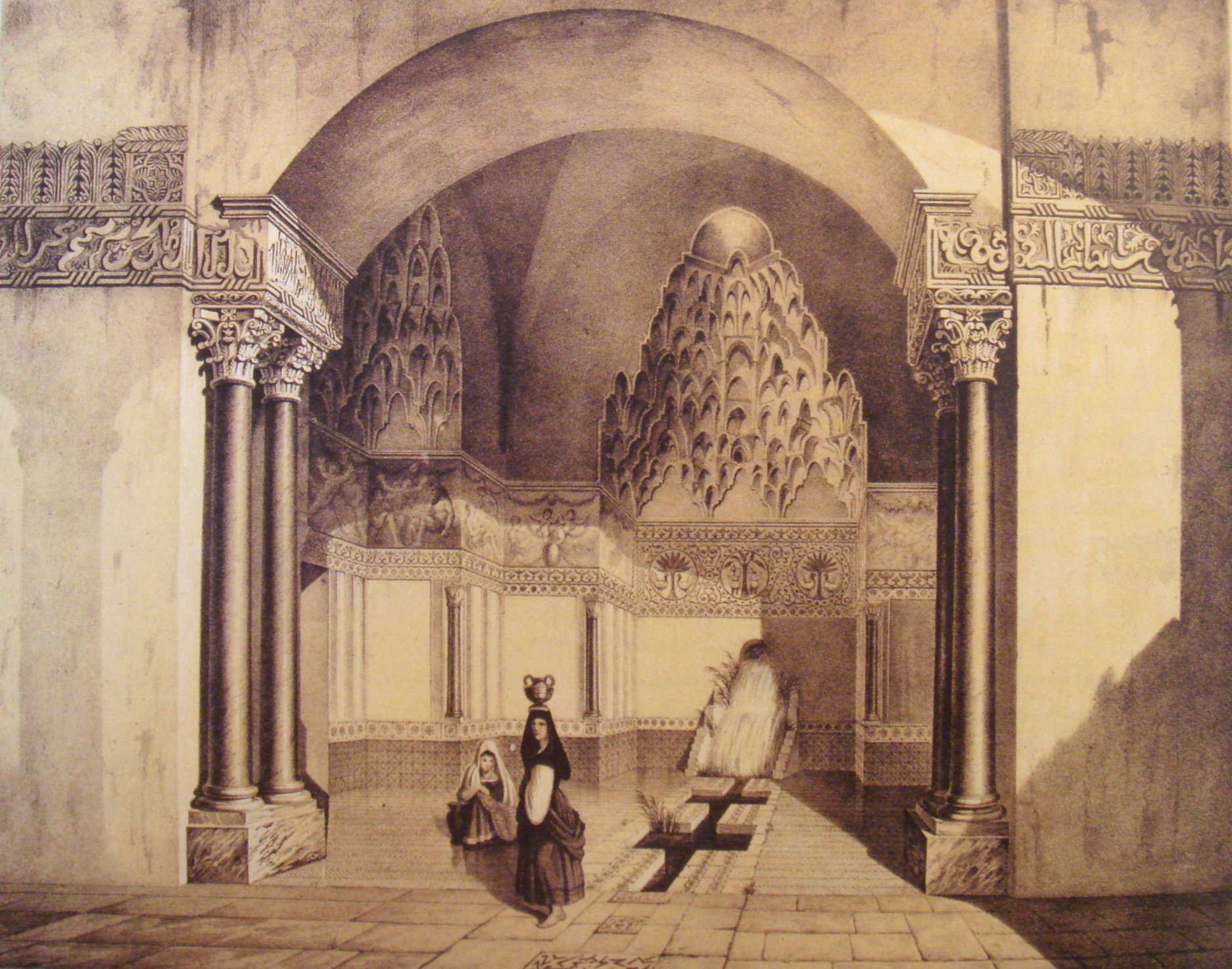
Sizilianische Romanik, La Zisa (1165–1167): In der süditalien. Romanik wurden normannische mit arabischen Formen gemischt.
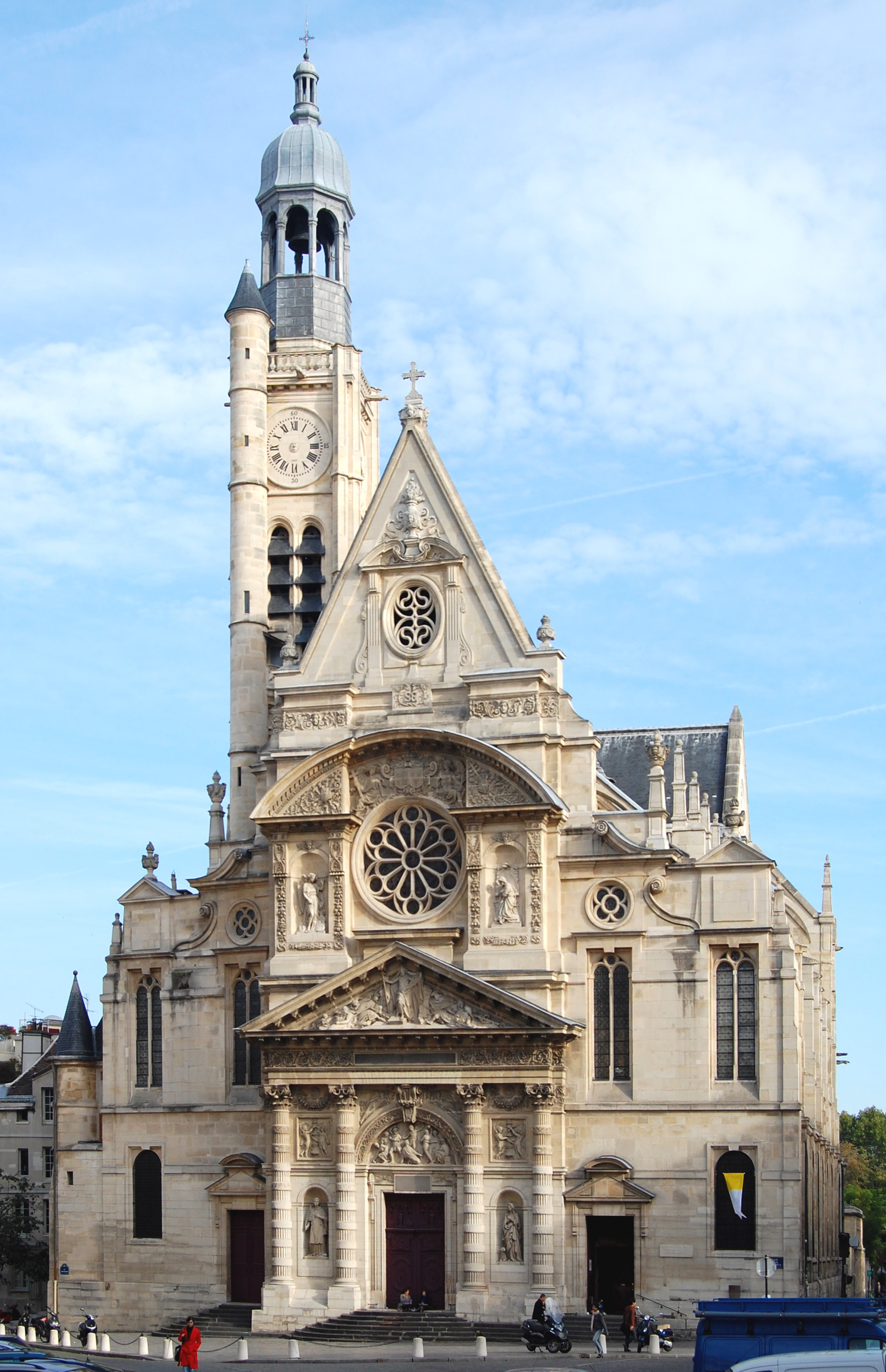
Klassizistischer Barock, St. Étienne du Mont, (1610–1622): „die Frontfassade [ist] eine Mischung aus einer Fensterrose im gotischen Stil, einem Portikus und Giebelfeld der Klassik, sowie einem Giebel und Obelisken des Manierismus“.
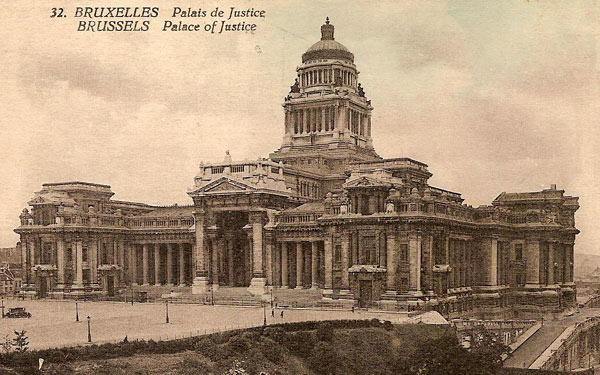
Historismus, Justizpalast in Brüssel (1866–1883) von Joseph Poelaert: „Die Stilmischung des Formenapparates (Eklektizismus) ist erstaunlich: Barock, Renaissance, Römisches, Griechisches und selbst Assyrisches sind miteinander verbunden.“
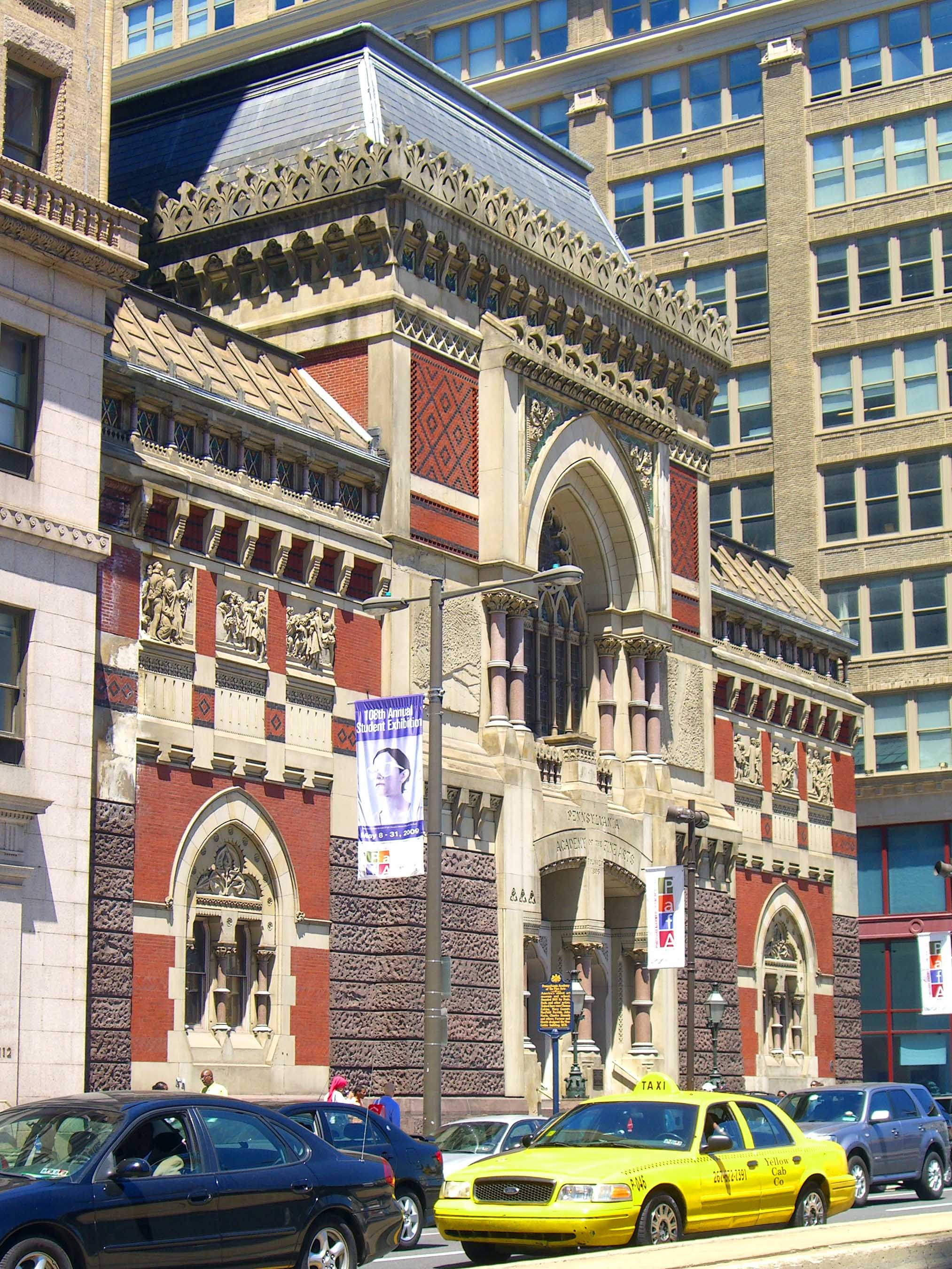
Historismus, Pennsylvania Academy of the Fine Arts, (1872–1876) von Frank Furness: „Der kühne, äußerst eklektische Entwurf weist eine auffallende Fassade mit einer Mischung aus Motiven des Islam, der Gotik und der Renaissance […] auf“.
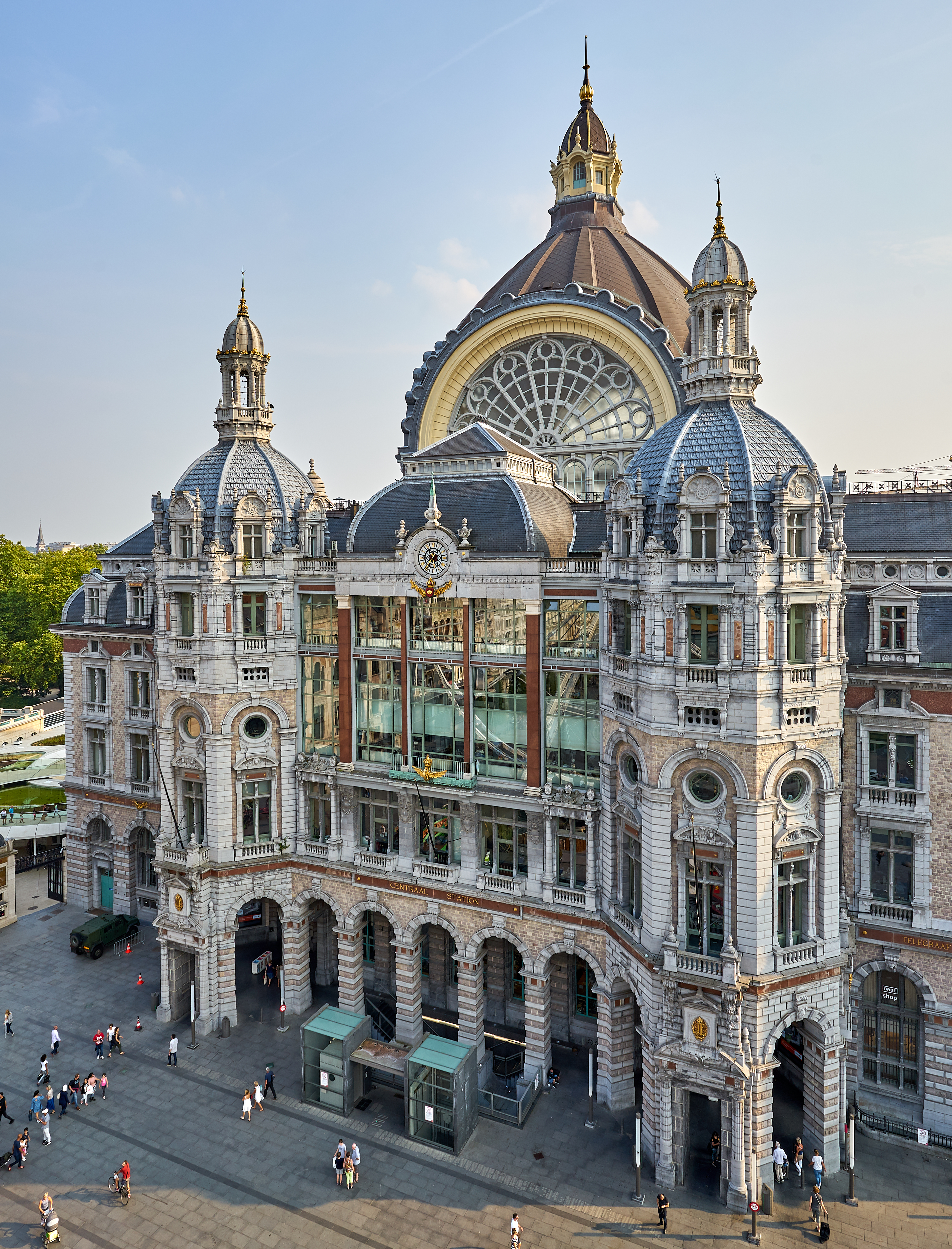
Hauptbahnhof von Antwerpen, Historismus, Mischung vieler verschiedener Baustile, u. a. Byzantismus, Neogotik und Jugendstil
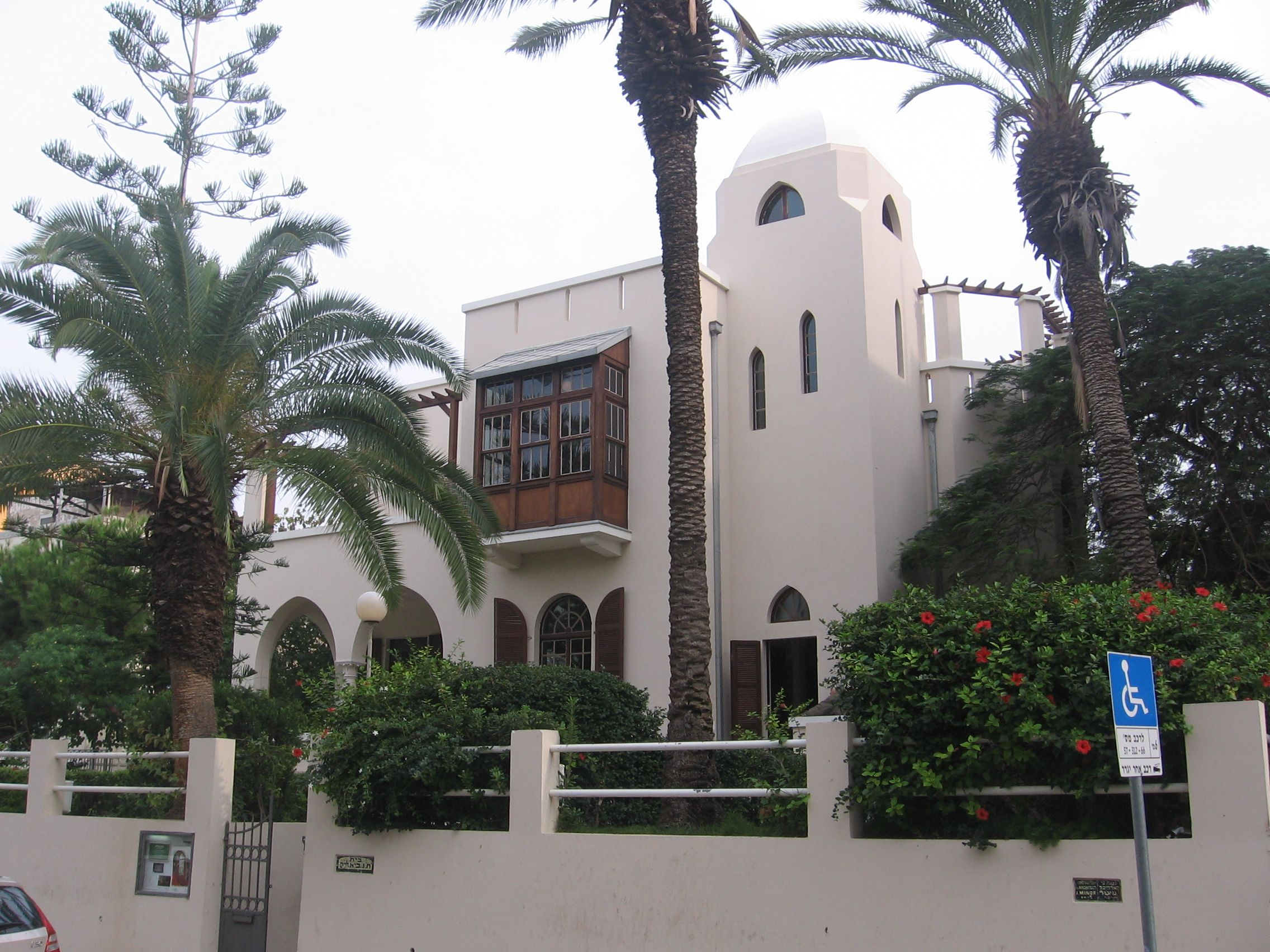
Beit Bialik, 1924–1926, orientalisierende Architektur vermengt mit Elementen italienischer Stadthäuser und von Kreuzfahrerbauten, Tel Aviv

## Eklektizismus in der Medizin
Während der römischen Kaiserzeit entstand im 1. Jahrhundert eine als Eklektiker-Schule bezeichnete medizinische Richtung, deren Einfluss bis ins 4. Jahrhundert reichte. Sie hatte sich aus Traditionen der Pneumatiker-Schule entwickelt und in ihrem heilkundlichen Konzept Elemente der Empiriker und Methodiker aufgegriffen. Der Eklektizismus entstand dabei durch Bestrebungen, die reine Erfahrungsmedizin mit der wissenschaftlichen Medizin zu „versöhnen“. Erwähnung finden die Schriften der Eklektiker bei Galenos, der sich selbst als Eklektiker verstand und sowohl in seinen medizinischen als auch in seinen philosophischen Anschauungen einen eklektischen Standpunkt vertrat, Oreibasios und Aëtios von Amida. Als Begründer der Eklektischen Schule wurde von Galenos der in Rom tätige Arzt Agathinos aus Sparta angesehen. Als dessen Schüler werden der Arzt Herodot (1./2. Jahrhundert) und der Chirurg Leonidas von Alexandria genannt. Bedeutender Vertreter der Eklektiker (auch als Episynthetiker bezeichnet) sei außerdem der Agathinos-Schüler Archigenes von Apameia gewesen. Zu den bedeutenden Ärzte dieser Zeit gehörten auch Rufus von Ephesos (Verfasser einer Schrift über den Puls) und Aretaios, der vorbildliche Krankheitsbeschreibungen verfasste. Als Eklektiker wurde auch der deutsche Pathologe Kurt Sprengel bezeichnet, der um 1800 schrieb „gravissima est pars et utilissima totius fere pathologiae“.